# Ортега, Лекси
Лекси Ортега (исп. Lexy Ortega; род. 8 марта 1960) — итальянский шахматист кубинского происхождения, гроссмейстер (2001).
Чемпион Италии 2009 года.
Участник 17-го чемпионата мира среди юниоров (1978) в г. Граце (21-е место, 47 участников) и 11-го личного чемпионата Европы (2010) в г. Риека (236-е место, 408 участников).
В составе сборной Кубы участник 2-го командного чемпионата мира среди молодёжи до 26 лет (1980) в г. Мехико (команда Кубы заняла 6-е место).
Участник 2-х Кубков европейских клубов в составе итальянских команд «ASD CS R.Fischer Chieti» (2008) и «WorldTradingLab Club 64 Modena» (2015).

## Изменения рейтинга
| Графики недоступны из-за технических проблем. См. информацию на Фабрикаторе и на mediawiki.org. |